# Järna (Vansbro)
Järna ist ein Tätort in der schwedischen Provinz Dalarnas län sowie der historischen Provinz (landskap) Dalarna. Järna liegt am Västerdalälven und gehört heute zur Gemeinde Vansbro. Die gemeinsame Europastraße 16 / Riksväg 66 führt durch den Ort. Järna besitzt ein eigenes Kirchspiel (Socken).
Zwischen 1907 und 1977 war der Name des Ortes Dala-Järna, um Verwechslungen mit Järna im Södermanland zu vermeiden. Der Postort und der Bahnhof an der Västerdalsbanan tragen noch diesen Namen.
Bekannt ist Järna für das alle drei Jahre stattfindende internationale Flugfest und das jährliche Rennen für Schneemobile auf Gras.

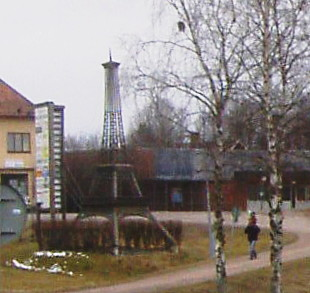
Eiffelturm in Järna
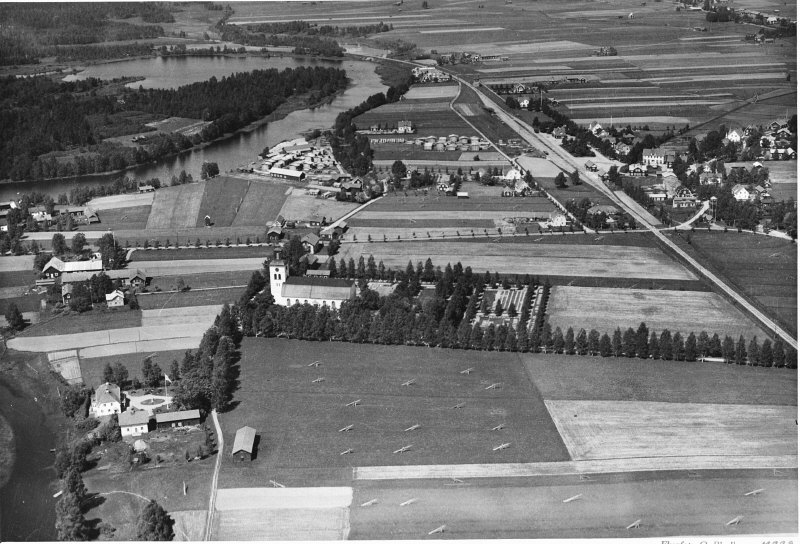
Luftaufnahme
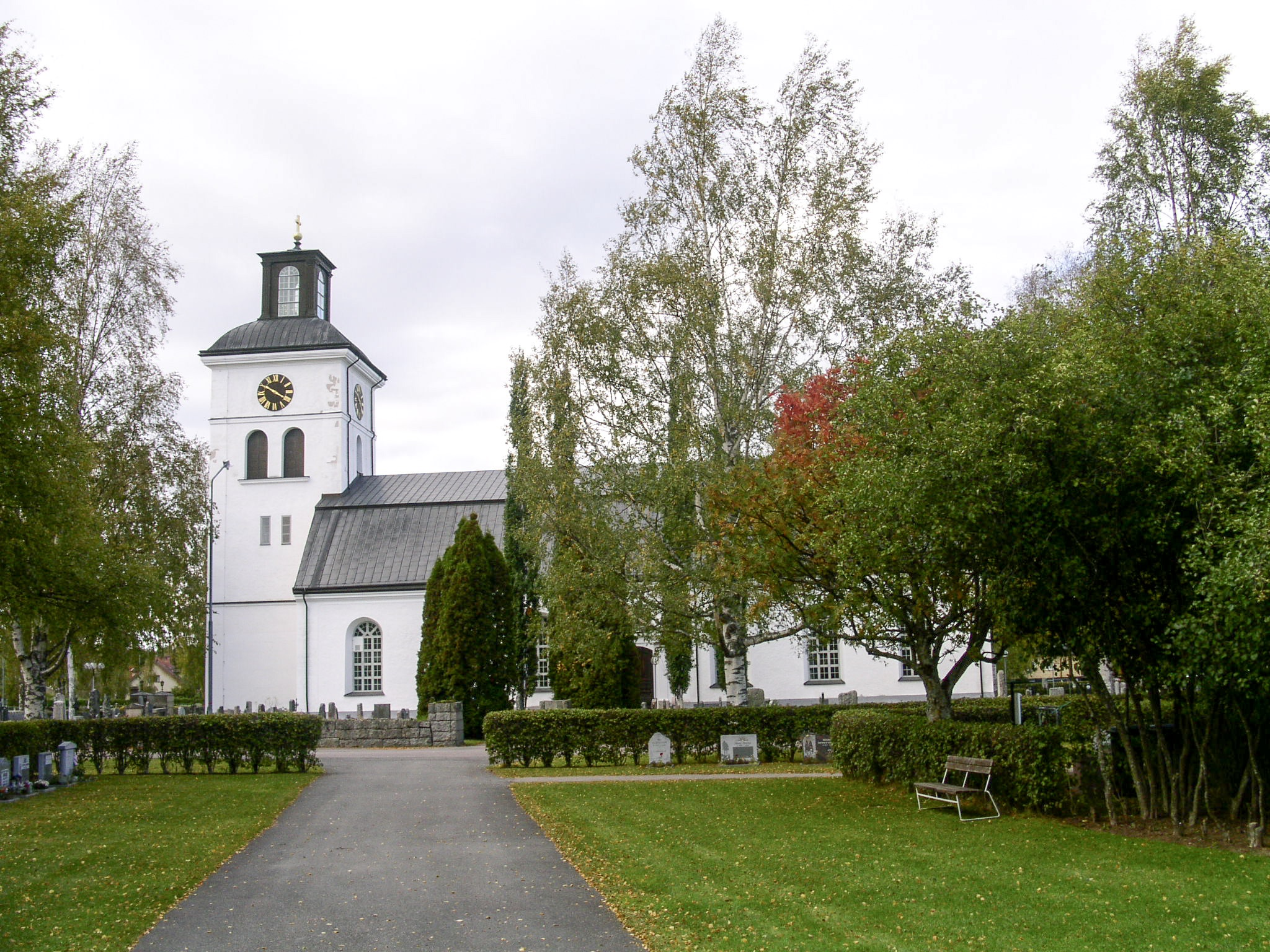
Kirche

## Persönlichkeiten
- Carl Munters (1897–1989), Ingenieur
- Sven Israelsson (1920–1989), Skilangläufer
- Gunnar Larsson (* 1944), Skilangläufer
- Sven-Erik Danielsson (* 1960), Skilangläufer
- Gunde Svan (* 1962), Skilangläufer
- Emil Danielsson (* 1997), Mittel- und Langstreckenläufer